# 西浜町停留場
西浜町停留場（にしはまのまちていりゅうじょう、西浜町電停）は、長崎県長崎市にある長崎電気軌道の停留場である。駅番号は32。
本線と蛍茶屋支線が接続する停留場で、1号・2号・5号各系統が停車する。

## 概要
長崎市中心部、浜町アーケード近くの西浜町交差点にあり、多数の電車が行き来する交通の要衝である。
乗り場は当初、交差点を挟んで同市浜町と銅座町の2か所に分かれ、浜町にある乗り場は「アーケード入口」と括弧書きの別名が与えられていたが、2018年8月1日に浜町側の乗り場が浜町アーケード停留場として独立した。

## 歴史
西浜町停留場は1920年（大正9年）の開業。築町 - 古町間の開通と同日のことで、乗り場は当初銅座町側のみだった。翌年には西浜町停留場から思案橋停留場までの区間が開通する。アーケード入口側の乗り場が設けられた時期は不詳だが、長崎電気軌道によると1921年から1933年ごろとされる。
1945年（昭和20年）8月9日には原爆投下を経験、西浜町停留場のある交差点は戦災に見舞われなかったが、長崎電気軌道の路線は全線不通となる。当停留場を含む長崎駅前 - 西浜町 - 蛍茶屋間は被爆から最初に復旧した区間であり、同年11月に運行を再開。残る西浜町 - 思案橋間は軌道上に闇市が立ってしまったために再開が遅れ、1953年（昭和28年）7月に復旧した。復旧までの一時期は当停留場を起終点として大橋までを結ぶ、1号系統の代役を担うような系統が設定されていた。
2022年9月より本停留場での1号系統崇福寺方面と5号系統蛍茶屋方面の乗り換えができるようになると発表されている。同月から実施される4号系統の大幅減便により、利便性低下を緩和させる事が目的である。 それ以外の方向の乗り換えについては、隣の新地中華街停留場での乗り換えが指定されている。

### 年表
- 1920年（大正9年）12月25日：築町から古町までの区間が開通したのに合わせて開業[4][5]。
- 1921年（大正10年）4月30日：西浜町から思案橋までの区間が開通[4][5]。
- 1945年（昭和20年）
  - 8月9日：原爆投下により全線不通[12]。
  - 11月25日：長崎駅前から西浜町を経由し蛍茶屋までの区間が復旧[4][12]。
- 1953年（昭和28年）7月1日：西浜町から思案橋までの区間が復旧[4]。
- 2000年（平成12年）3月20日：銅座町側の乗り場を改築[13]。
- 2009年（平成21年）3月15日：3方分岐部分の軌道かさ上げ工事が竣工[14]。
- 2010年（平成22年）3月15日：アーケード入口側の乗り場を改修[15]。
- 2018年（平成30年）8月1日：アーケード入口側の乗り場を浜町アーケード停留場として独立・改称[16][17]。

## 構造

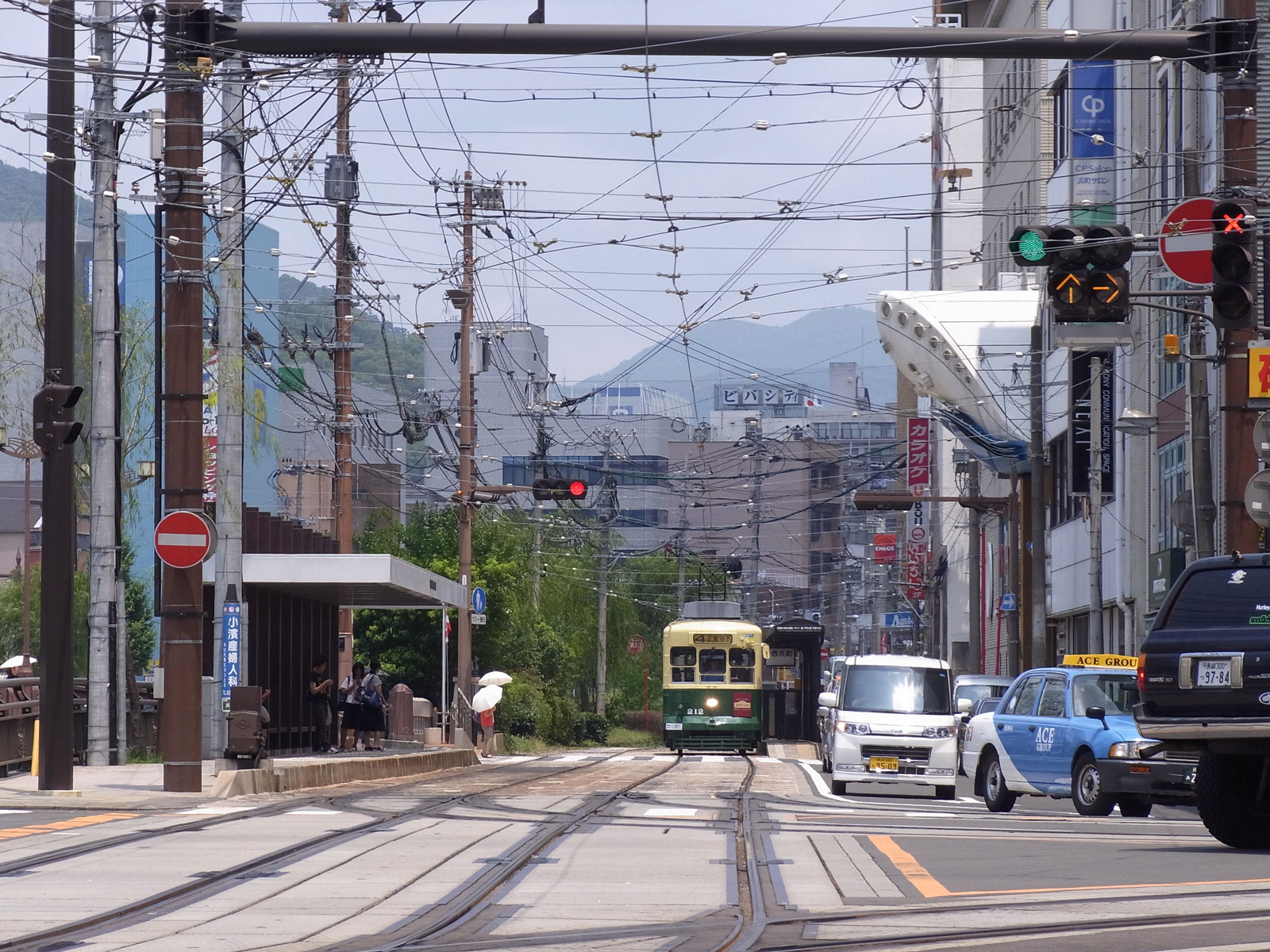
デルタ線越しに見る浜町アーケード停留場。電車は新地中華街方面行きホームに停まっている

併用軌道区間にあり、本線と蛍茶屋支線の軌道は交差点上で分岐する。交差点から新地中華街方面（本線上り）、崇福寺方面（本線下り）、蛍茶屋方面（蛍茶屋支線）に路線が通じ、3方向の軌道は相互に接続して3方分岐のデルタ線を形成する。
ホームは交差点の新地中華街寄り（銅座町）にあり、2面2線の相対式ホームとなっている。2009年（平成21年）には中央橋の架け替えに合わせて、デルタ線の軌道と停留場のかさ上げがなされた。
デルタ線のポイントは一定時間ごとに自動で切り替わる方式で、運転士は車両の進行方向にポイントが切り替わったことを信号で確認し電車を出発させる。これに加えて交差点の一角に操車室があり、精霊流しで西浜町 - 崇福寺間が運休する際にはポイントを手動で切り替えることが可能である。

## 利用状況
長崎電軌の調査によると1日の乗降客数は以下の通り。
- 1998年 - 9,362人[3]
- 2015年 - 銅座町側 1,500人、アーケード入口側 3,800人[23]

## 周辺

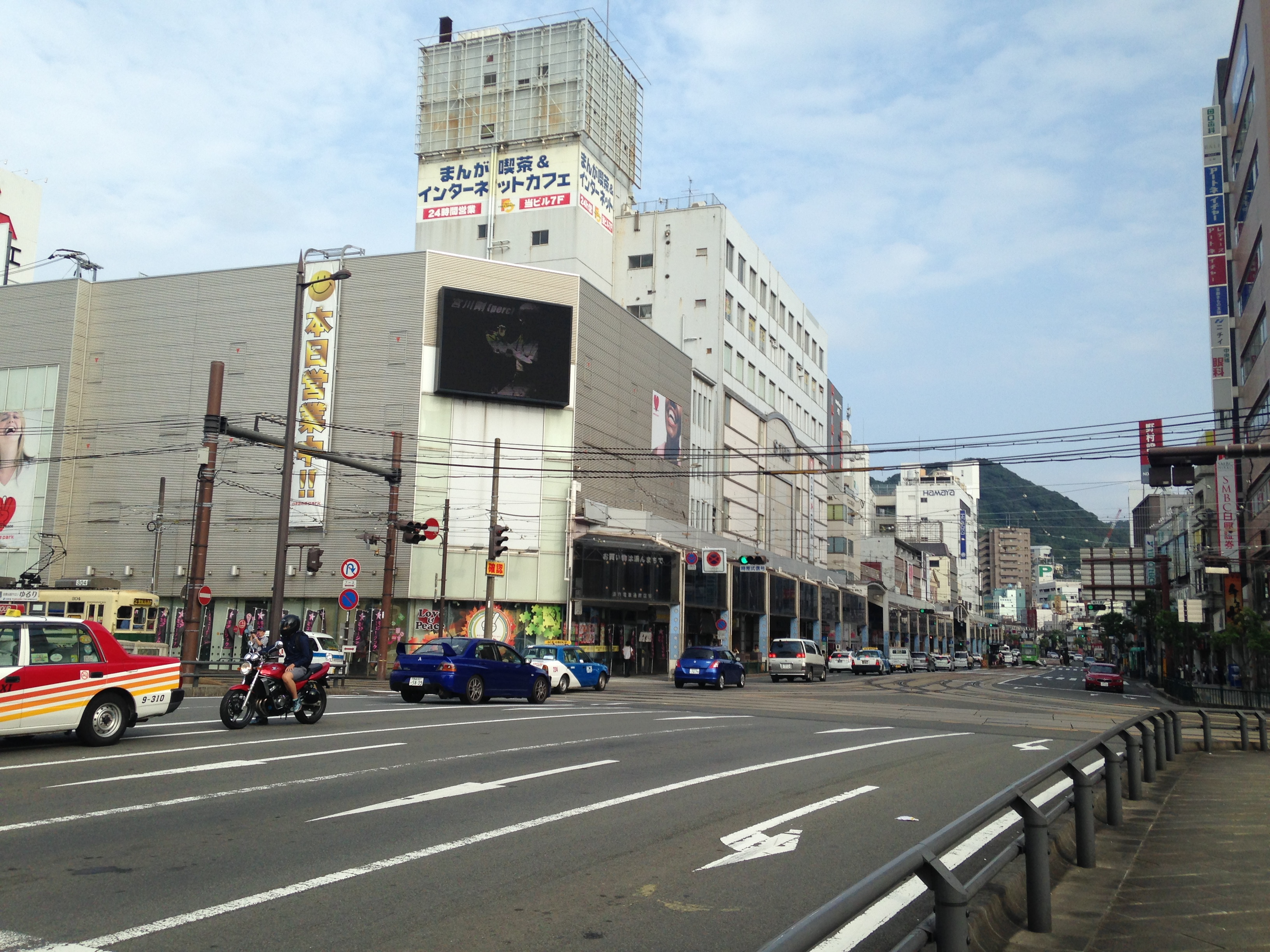
中央橋から西浜町交差点を望む。奥が思案橋・崇福寺方面

周辺は長崎市有数の繁華街（浜町）で、買い物や観光の中心地として活気がある。浜町アーケード停留場はその名の通り浜町アーケードの入口にあり、停留場を利用する買い物客も多い。その乗り場横を流れる中島川には銕橋が架かり、たもとにはかつての親柱を用いたモニュメントが立つ。
また停留場先の交差点は交通の要衝でもあり、交差点から中島川に架かる中央橋は大波止・長崎県庁方面と思案橋方面を結び、長崎の主要な幹線道路とみなされている。ただ停留場がある中島川の南岸一帯は戦争の被害を受けなかったため、交差点から蛍茶屋方面に伸びる軌道沿いなどは道幅が狭く、一方通行で交通量もそう多くない。
「西浜町」という町名は現存せず、当停留場は旧町名を留める唯一の停留場である。
- 長崎バス･長崎県営バス「中央橋」バス停
- 長崎電気軌道西浜町定期券発売所
- 三菱UFJ銀行長崎支店

## 隣の停留場
長崎電気軌道
本線
新地中華街停留場 (31) - 西浜町停留場 (32) - 観光通停留場 (33)
蛍茶屋支線
西浜町停留場（32） - 浜町アーケード停留場 (36)